# Продається дитяче взуття, не взуване

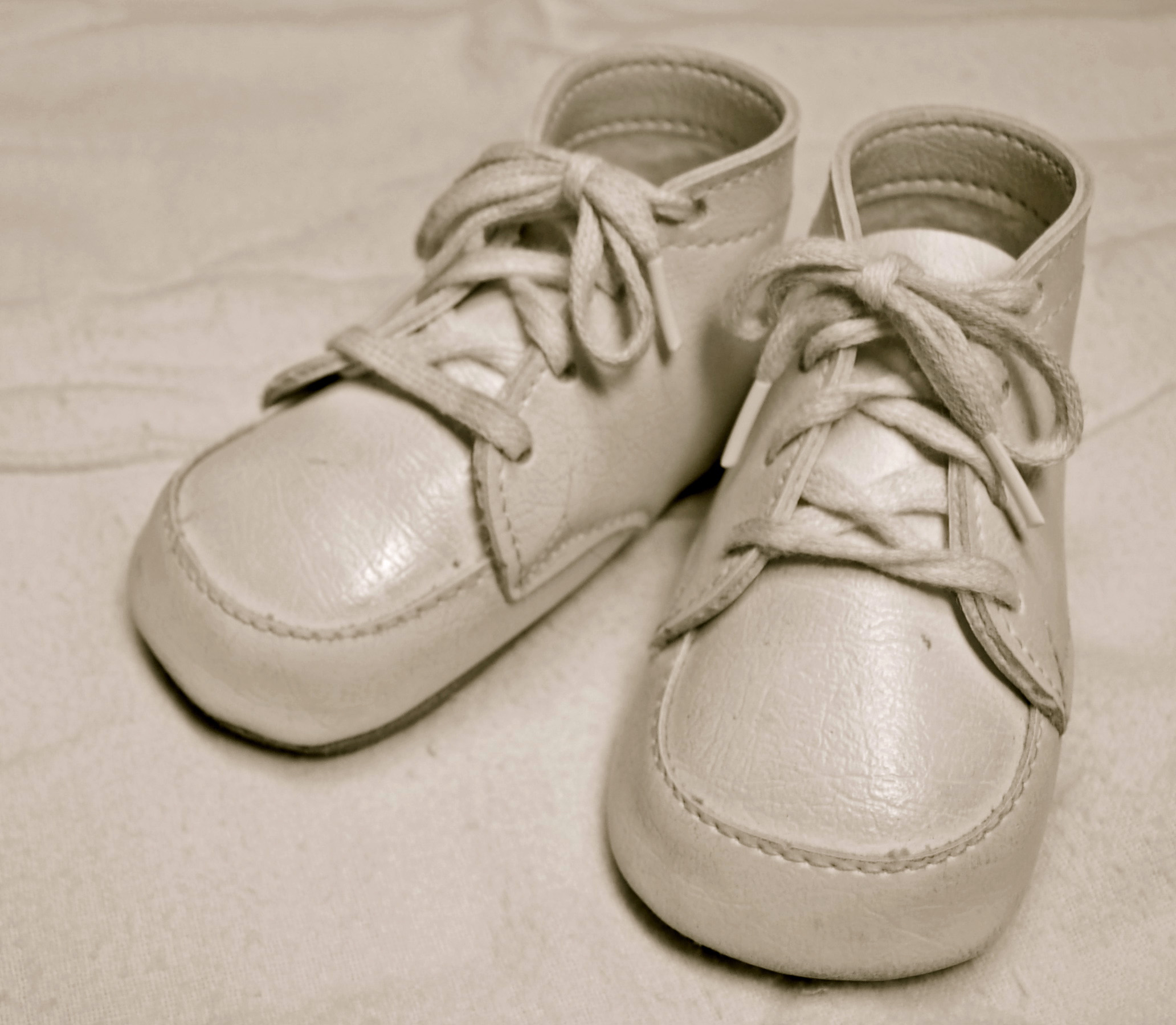
Історія з шести слів про пару дитячого взуття вважається екстремальним прикладом малої прози.

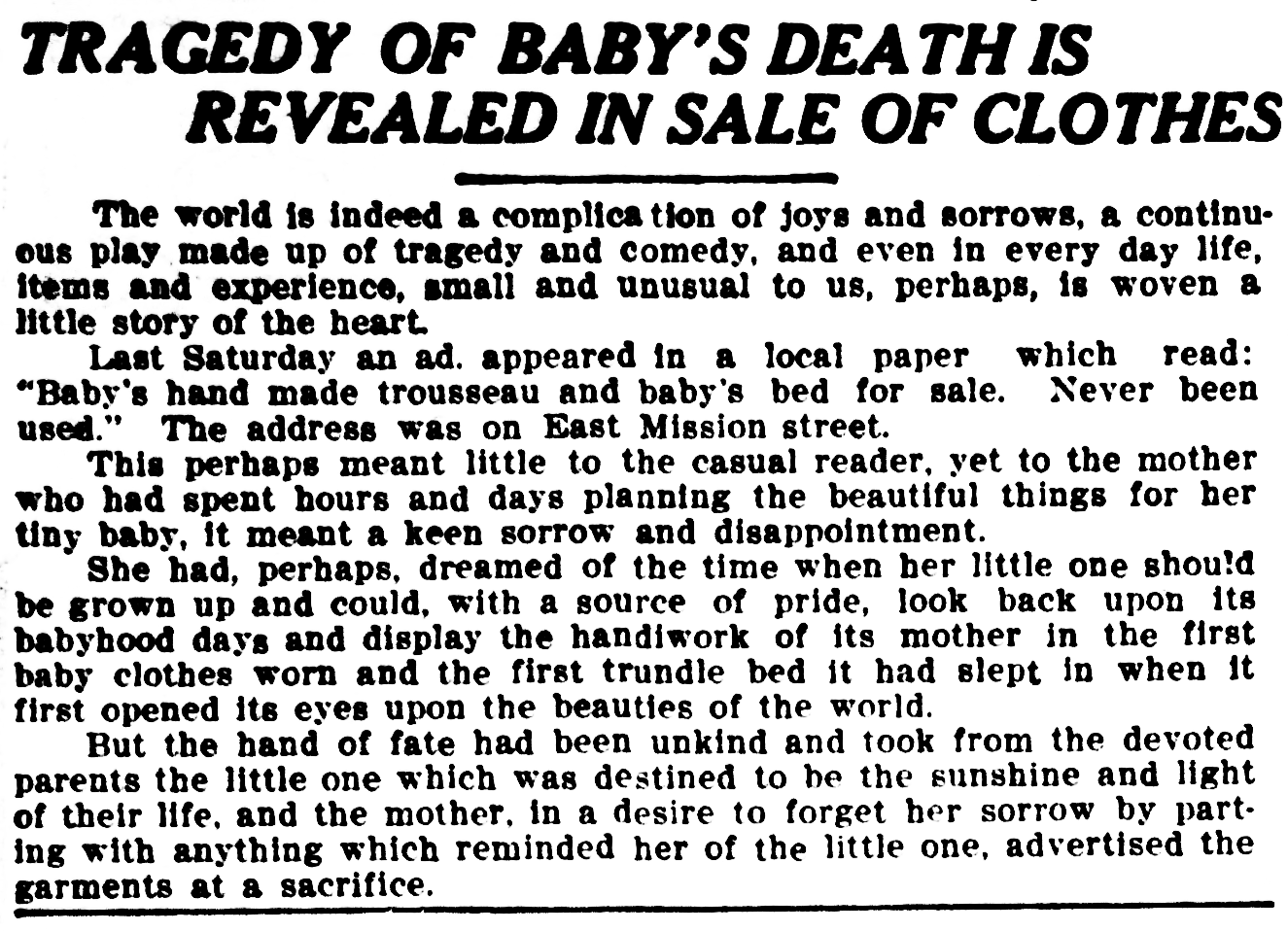
Ця стаття від The Spokane Press від 16 травня 1910 року розповідає про попередню рекламу, яка вразила автора особливо трагічно.

«Продається дитяче взуття, не взуване.» (англ. "For sale: baby shoes, never worn.") — це оповідання з шести слів, яке часто приписують Ернесту Хемінгуею, хоча посилання на нього малоймовірне  . Це приклад малої прози.

## Започаткування
Твердження про авторство Хемінгуея бере свій початок у нічим не підтвердженому анекдоті про парі між ним та іншими письменниками. У 1991 році у листі до канадського гумориста Джона Роберта Коломбо письменник-фантаст Артур К. Кларк розповідає: «Він [Хемінгвей] нібито виграв ставку на 10 доларів (не мала сума у 20-х роках) від своїх колег-письменників. Вони заплатили без жодного слова....Ось. Я все ще не можу думати про це, щоб не заплакати— ПРОДАЄТЬСЯ. ДИТЯЧЕ ВЗУТТЯ. НІКОЛИ НЕ НОШЕНЕ." .

## Історія
Версії історії датуються ще 1906 роком . У випуску The Spokane Press від 16 травня 1910 року була стаття під назвою «Трагедія смерті немовляти проявилася в продажу одягу»  .
У 1917 році Вільям Р. Кейн опублікував статтю в періодичному виданні під назвою «Редактор» (англ. The Editor), де він виклав основну думку про вбиту горем жінку, яка втратила свою дитину, і навіть запропонував назву «Маленькі черевики, ніколи не ношені» . У його версії історії взуття віддають, а не продають. Він припускає, що це дало б деяку міру розради для власника, оскільки це означало б, що інша дитина принаймні отримає безпосередню користь .
До 1921 року історія вже спародіювалася: липневий номер Judge того року опублікував версію, у якій замість взуття використовувалася дитяча коляска ; там, однак, оповідач описав контакт із продавцем, щоб висловити співчуття, але йому повідомили, що продаж відбувся через народження близнюків, а не однієї дитини .
Найперший відомий зв’язок із Хемінгуеєм був у 1991 році, через тридцять років після смерті автора . Це посилання було в книзі Пітера Міллера під назвою Друкуйте! Продукуйте!: Поради літературного агента про те, як продавати свої твори (англ. Get Published! Get Produced!: A Literary Agent's Tips on How to Sell Your Writing). Він сказав, що цю історію йому розповів «відомий газетний синдикатор» у 1974 році . У 1992 році Джон Роберт Коломбо надрукував листа від Артура К. Кларка, у якому повторювалася історія, а також те, що Хемінгуей виграв по 10 доларів від колег-письменників .
Цей зв’язок із Хемінгуеєм був посилений п’єсою для одного актора «Папа» Джона де Грота, яка дебютувала в 1996 році. Події відбуваються під час фотосесії журналу Life у 1959 році, герой де Грота вимовляє цю фразу, щоб проілюструвати стислість Хемінгуея . У журналі «Афіша» де Грот захищав свою версію зображення Хемінгуея, кажучи: «Усе в п’єсі засновано на подіях, описаних Ернестом Хемінгуеєм або тими, хто його добре знав. Ми ніколи не дізнаємося, чи відбувалися ці речі насправді. Але Хемінгуей та багато інших стверджували, що так» .

## Наслідування
У 1992 році оповідання історій, складених з дуже мало слів, було названо малою прозою. Обмеження шести слів, зокрема, породило концепцію Six-Word Memoirs  включаючи збірку, опубліковану у формі книги у 2008 році журналом Smith Magazine, і два продовження, опубліковані у 2009 році.

## Дивись також
- Принцип айсберга
- Мінімалізм